# Tom Naastepad
Thomas Johannes Marie (Tom) Naastepad (Den Haag, 1921 - Rotterdam, 26 maart 1996) was een Nederlands theoloog, RK priester, Bijbeldeskundige van het Bisdom Haarlem, later het Bisdom Rotterdam en dichter van kerkliederen.

## Levensloop
Naastepad is vooral bekend geworden door meer dan dertig jaar dienst in de ‘Araunagemeente’ in Rotterdam. De gemeente is genoemd naar Arauna, de man van wie koning David een 'dorsvloer' kocht om er een altaar te bouwen en offers te brengen (II Samuel 24). Zijn priesteropleiding heeft hij doorlopen op het seminarie in Heemstede en later Warmond. Na zijn priesterwijding werkt hij eerst in een aantal standplaatsen als priester. In 1953 komt hij als aalmoezenier bij de Katholieke Arbeiders Jeugd in Amsterdam terecht. Daar is hij al sterk oecumenisch geïnteresseerd. Tot zijn vriendenkring behoren o.a. de predikanten ds. Willem Barnard en ds. W.G. Overbosch. Onder auspiciën van de Van der Leeuwstichting organiseren zij de wekelijkse Nocturnen, waar nieuwe liturgie wordt beproefd. De Nocturnen worden gevierd in de Maranathakerk te Amsterdam; daar worden ook Naastepads eerste liederen gezongen.
Naastepad blijft tot aan zijn dood de Rooms-katholieke kerk trouw, maar in zijn Araunagemeente wordt de liturgie van begin af aan nadrukkelijk gezet in de context van de aandacht voor het Woord en de exegese van Bijbelteksten. Als gevolg daarvan moet Naastepad echter steeds meer afstand nemen van de rooms-katholieke wijze van ‘kerk zijn’.  Evenals  ook de protestante theologen Bert ter Schegget, Rochus Zuurmond, Karel Deurloo, Kornelis Heiko Miskotte en Frans Breukelman behoort Naastepad onder diegenen die sterk zijn gevormd door de Zwitserse godgeleerde Karl Barth. Naastepad is te ambachtelijk voor zijn 'prelaten-kerk' met paus en bisschoppen; zijn ambtsvisie is praktisch en nuchter: niet een wijding of een juridische procedure, maar dat wat iemand feitelijk doet, dát maakt hem al of niet tot bekleder van het ambt. Naar aanleiding van de fabel van Jotham in Richteren 9 schrijft hij:
Dit is zeker: nooit kan het ambtelijke dienen ter vervanging van het ambachtelijke. Dat geldt voor elke gezagsuitoefening. Wij dienen ons af te vragen of het hedendaagse gezeur om ‘nieuwe structuren’ (vooral in de kerk) niet duidt op een grote leegte elders: op verlies van ambachtelijk besef en op verlies van die deskundigheid die op de gehele mens is gericht?
Bovenstaande theologen, naar wie Naastepad regelmatig verwijst, zijn, ieder op hun eigen wijze, bezig geweest met een nieuwe manier van Schrift lezen: uitgaande van een precieze lezing van de grondtekst van het Oude Testament komt ook het Nieuwe Testament in een ander daglicht te staan. De teksten blijken aldus gelezen veel kritischer gericht tegen vele gangbare kerkelijke en algemeen maatschappelijke opvattingen. Het is de grote verdienste van Naastepad, dat hij deze leeswijze van de Bijbel in zijn Araunagemeente concreet gestalte kan geven in tal van exegeses van Schriftgedeelten. Die hebben tot  vele publicaties geleid. Hij doet dit met veel gevoel voor humor en met grote vrijmoedigheid en eerlijkheid, kritisch ook tegenover zijn eigen uitspraken.
In het bisdom Rotterdam begint in de jaren zestig het priestertekort steeds nijpender te worden; het Schriftonderricht heeft daar echter geen prioriteit. Zo wordt Naastepad zijns ondanks geleidelijk door de kerkelijke top op een zijspoor gezet, wat overigens ook weer niet kan verhinderen, dat hij met de steun van zijn Araunagemeente (protestant, katholiek en buitenkerkelijk) zijn werk kan voortzetten. In 1992 dwingt zijn gezondheid hem met het werk te stoppen. Daarna blijft Naastepad als leerling van andere theologen nog geruime tijd cursussen volgen in het Rotterdams Leerhuis, dat in 1973 mede door hem is opgericht. De Araunagemeente wordt echter ontbonden. Zij is nu eenmaal aan de persoon van Naastepad en diens Bijbeluitleg verbonden. Maar in tal van publicaties, waarvan er velen verschenen na zijn dood in 1996 en ook in de Araunabrieven is zijn nalatenschap vastgelegd.
Naast tal van exegetische publicaties heeft Naastepad ook nog 130 liederen geschreven. Een tiental ervan is opgenomen in het Liedboek voor de kerken van 1973. De rest is verspreid over diverse publicaties, onder meer die van de Van der Leeuwstichting. Na zijn dood zijn al zijn liederen gebundeld. Daarnaast schrijft hij nog twee gebedenboeken en een dichtbundel. In 1983 ontvangt hij de Laurenspenning voor al zijn werk.

## Geschiedenis van de Araunagemeente
Wie met het gedachtegoed van Naastepad kennis wil maken, kan niet heen om dat wat er is geschied in de Araunagemeente. Alle publicaties van Naastepad komen voort uit zijn functioneren in de kerk, die hem ondanks alles zeer dierbaar is, uit zijn leerdiensten en liturgische diensten. Al in de Voorhof-diensten, waar zijn vroegste publicaties uit voortkomen, blijkt zijn fascinatie voor de teksten van zowel het Oude als het Nieuwe Testament. Die fascinatie deelt hij met ds. Willem Barnard, die als protestants theoloog de sporen van de doorlopende lezing van de Schriften in het Romeinse Missaal en Brevier heeft onderzocht. Van begin af aan is Naastepads prediking oecumenisch georiënteerd.
Ook de Araunagemeente ontstond als oecumenisch initiatief. Eind vijftiger jaren waren een aantal mensen uit de Reformatie overgegaan naar de Rooms-Katholieke Kerk. Deze mensen misten in de Romana echter de omgang met de Schriften die zij bij de Reformatie gewend waren, in het bijzonder het Oude Testament en het zingen van de Psalmen. Toch zijn deze Schriftgedeelten voldoende vertegenwoordigd in de gebedenboeken van de Romana. Daarom neemt Naastepad in 1961 het initiatief om mede voor hen diensten te verzorgen, waarin deze aspecten aan de orde komen. Dit is het begin van de Araunagemeente, waaraan Naastepad zich meer dan 30 jaar zou wijden. Van toen af aan kan men in de brieven aan de Auraunagemeente  Naastepad volgen in zijn ontwikkeling. Uit die brieven blijkt, vooral in het begin, voortdurend het proefondervindelijke karakter van de liturgie in de Araunagemeente. De eerste twee seizoenen zijn neergelegd in het boekje “Op de Dorsvloer”.
Al aan het einde van het tweede seizoen, begint het te knellen, dat de Schriftgedeelten uit het Missaal en uit het Brevier zo fragmentarisch zijn. Een Bijbelboek moet in zijn geheel en in zijn samenhang gelezen worden. Met ingang van het seizoen 1963/64 begint Naastepad in de Araunagemeente met een tweejarige doorlopende lezing van de beide boeken Samuel. Deze beslissing zou grote invloed hebben op zijn latere ontwikkeling. Zonder daarbij het liturgisch verband met de oude leesroosters los te laten, komt er zo toch ruimte voor de doorlopende lezing van tal van Bijbelboeken en gedeelten érvan. Dit geeft aanleiding tot de meeste publicaties die tijdens zijn leven en later ook postuum werden uitgegeven.
Al in de twee seizoenen waarin Naastepad met de boeken 1 en 2 Samuel bezig is, veranderen de diensten en dus ook de Araunabrieven van karakter: ze gaan voornamelijk over de boeken Samuel en de later behandelde teksten. Van daaruit worden dan de dwarsverbindingen met het leesrooster van het kerkelijk jaar aangewezen. Verder kijkt hij kritisch naar de gangbare opvattingen over die teksten en naar hun vertalingen.
Men vertaalt niet onnauwkeurig zonder schade aan de ziel, en zonder dat men zelf reeds die schade aan de ziel heeft opgelopen!
Ook komt zo geleidelijk de synagoge in zicht. Zij is volgens Naastepad via haar boeken de kern van elke oecumene: naar aanleiding van Efez. 4:3, de “band (‘syndesmos’) van de vrede”, schrijft hij in zijn Araunabrief van september 1970 het volgende: 
De ‘band van de vrede’ is dezelfde als de ‘boeien’ waarmee de apostel is gebonden (Efez. 4:1: “ik, de gebondene (‘desmios’) in de Heer”). En gij weet reeds dat de auteur van deze brief, dat ‘ik’, in feite het apostolische Israël is dat spreekt tot de binnengekomen volken. De eenheidsband van de gemeente zijn de boeien van het apostolische Israël. Dit Israël is geen andere eenheid dan die waarin men zich buigt over de boeken van Israël, met hart en ziel en met verstand. Verzuim op dit punt, ‘bandeloosheid’ is reeds verdeeldheid! Wie de Schriften verzuimt hééft reeds ver-deeldheid gemaakt. Of de hedendaagse ‘oecumene’ werkelijk naar de eenheid gekeerd is moet steeds opnieuw aan deze Schriften getoetst worden.
Als Naastepad in januari 1966 rector wordt van de kapel van Una Sancta op de Eendrachtsweg, gaat hij naast de leerdiensten ook op zondag een eucharistieviering met Schriftuitleg verzorgen. De scheiding én de verbinding tussen leerhuis en liturgie als dienst van Schrift en Tafel, zal een zeer vruchtbare blijken te zijn. De Araunabrieven gaan echter voorlopig alleen over de leerdiensten. Belangrijk is Naastepads kritiek op de termen ‘oude en nieuwe verbond’ en daarmee ook op de benamingen ‘Oude en Nieuwe Testament’. Naar aanleiding van  Deut. 29:1 over het andere verbond “buiten het verbond dat Hij met hen gemaakt heeft, aan Horeb”, schrijft Naastepad:
Heel dit boek (Deuteronomium) is dit andere verbond (………) Gij vraagt: is dit een nieuw verbond? Ik antwoord: ja! Gij vraagt verder: maar hoe zit dat dan met het ‘nieuwe verbond’, waarover in het Nieuwe Testament gesproken wordt? Ik antwoord: de term ‘nieuw verbond’ is niet uitgedacht door de schrijvers van het Nieuwe Testament. Dit begrip hebben ze ontleend aan het Oude Testament. Er wordt in het Oude Testament veel meer over een ‘nieuw verbond’ gesproken dan in het Nieuwe Testament. Daar komt het alleen maar voor op 3 plaatsen: in het 8e hoofdstuk van de Hebreërbrief (!).
En nu nog wat, en dit zij u gezegd tot uw verbazing: van een ‘oud verbond’ wordt nergens in de Bijbel gesproken! Die term is een uitvinding van de duizenden slechte exegeten die de Kerk sinds de Hemelvaart van Jezus Messias in de kost gehouden heeft. De Here God kent namelijk geen ‘oud verbond’. Elk verbond van God is nieuw! En er veroudert niets.
Het nieuwe van al Gods verbonden wordt ons uitgelegd door het Oude Testament en die uitlegging wordt als bekend verondersteld in het Nieuwe Testament. Elk nieuw verbond is een bekrachtiging van het vorige. Geen woord laat God vallen van alles wat Hij gesproken heeft.
Daarom geeft Naastepad ook de voorkeur aan de termen ‘Tenach’ en ‘Apostelgeschriften’, voor de twee delen van de Bijbel,
Wij spreken meestal van ‘Nieuwe Testament’, maar men kan beter spreken van ‘Apostelgeschriften’, zoals men ook beter in plaats van ‘Oude Testament’ kan zeggen: ‘Tenach’, of kortweg: ‘de Schriften’! De woorden ‘oude’ en ‘nieuwe’ testament hebben in de kerk een moeras van misverstanden en onbegrip veroorzaakt.
Desondanks blijft hijzelf de termen Oude Testament en Nieuwe Testament gebruiken.
Aan het begin van het seizoen 1967/68 verlaat Naastepad Una Sancta en wordt studiesecretaris van de Prof. dr. G. van der Leeuwstichting. Bovendien gaat hij cursussen en lezingen geven in het hele land.  Arauna is nu uitgegroeid tot een volwaardige ook financieel zelfstandige gemeente en de Araunabrieven worden maandelijks verstuurd in plaats van voor elke dienst en bevatten in het vervolg aankondigingen, zowel van de leerdiensten alsook van de zondagsdiensten. De leerdiensten verliezen wat van hun liturgische karakter; de liturgie wordt geconcentreerd op de zondagsdiensten. Maar wel stelt Naastepad van meet af aan de verhouding tussen de leerdiensten en de zondagsdiensten vast. Naastepad schrijft daar:
Zondagsplicht berust op leerplicht.
Alleen de lering uit de Schriften geeft inhoud aan de liturgie. Daarom worden ook in een serie zondagsdiensten langere Bijbelgedeelten in doorlopende lezing voorgedragen en uitgelegd. Ging Naastepad in het begin van de Araunagemeente bij de samenstelling van de orde van dienst zorgvuldig om met het leesrooster van zijn Kerk, zoals vastgelegd in het Romeinse Missaal en het Brevier, later maakt hij zich daarvan wat losser en gaat de inhoud van de Schriftteksten in doorlopende lezing een grotere rol spelen. In zijn verantwoording is hij echter altijd zeer nauwgezet. Hij moet niets hebben van willekeurig in elkaar geflanste liturgieën. In zijn Araunabrieven gaat hij dan ook regelmatig tekeer tegen wat hij “religieuze verlekkering” noemt.
In 1973 vindt een andere wijziging plaats. De liturgische zondagsdiensten worden uitgebreid en er wordt dieper op de tekst ingegaan. De leerdiensten verliezen nu geheel hun liturgische karakter en worden cursussen. Samen met ds. Rochus Zuurmond richt Naastepad in het kader van de Araunage-meente het “Rotterdams Leerhuis” op, waarin deze cursussen worden ondergebracht. Hierin worden door verschillende theologen Bijbelcursussen gegeven of maatschappelijke onderwerpen vanuit Bijbels perspectief behandeld. Hijzelf blijft zich in die cursussen richten op nauwkeurige Bijbeluitleg, waarbij de maatschappelijke thema’s dan als vanzelf uit de tekstuitleg worden belicht. Deze vorm zou tot het eind in 1992 zo blijven. In de loop van deze jaren wordt meer en meer duidelijk hoe de Bijbel hem ook een kijk geeft op diverse maatschappelijke ontwikkelingen, waarbij hij zijn tijd ver vooruit is. Een aantal citaten uit zijn Araunabrieven en uit zijn andere publicaties maken dit duidelijk.
Ter illustratie van Naastepad positieve maar kritische stellingname ten aanzien van diverse linkse stromingen in de jaren 70 het volgende. In de Araunabrief van december 1974, naar aanleiding van Matth. 7:27-34, het uitwerpen van de stomme geest, schrijft hij:
Zo goed als het godslasterlijk is om in de klassenstrijd afzijdig te staan(……) zo is het godslasterlijk om de komende eeuw te vereenzelvigen met deze eeuw. En het kon wel eens zo zijn dat wie nu de gemeente elimineert, vanwege het acute belang van de klassenstrijd, heimelijk reeds bezig is de zaak van het proletariaat te verraden. (………) Als alle dingen van deze eeuw gereed raken voor de bruiloft, dan geraken ze juist in die vervulling in hun laatste crisis. Bij God… wij willen niet wat God wil! In die crisis is alleen de opstanding van de Mensenzoon toereikend. Anders gezegd: de aardse tekenen van het koninkrijk zijn niet identiek met het koninkrijk.
Het is de roeping van de gemeente om dat onderscheid te leren.
Zo goed als het ook de roeping van de gemeente is om van dat onderscheid geen scheiding te maken. De prediking is ook vals als zij een hoop verkondigt waarvan het aardse teken niet zou wezen de bevrijding van uitbuiting en corruptie.
De Araunabrieven van februari en maart 1975 gaan over de minderheidspositie van de Schrift en het gezag van de zwakste tegenover de vergeefsheid van de machten. Daar schrijft hij:
Ik wil u deelgenoot maken van een overtuiging, die, ik weet niet hoe lang geleden al, bij mij moet hebben post gevat, (………) Het is een overtuiging die dienen kan als leesregel voor het verstaan van de Schrift. (………) Die leescode luidt in het kort aldus: elk geschrift in de Bijbel, ja elke regel in dat boek, is geschreven vanuit een minderheidspositie. (………) Bij het lezen van een Bijbels fragment is het daarom van het grootste belang te ontdekken vanuit welke minderheidspositie, vanuit welk óngelijk dat fragment wil tegenspreken. Die ontdekking wordt dan de sleutel voor de exegese.
Het recht van spreken is het onvervreemdbaar recht van de zwakste. En deze spreuk is omkeerbaar: men herkent de zwakste aan het gezag van zijn woord, en men herkent het goede woord aan de minderheidspositie waarin het wordt gesproken. Maar ge begrijpt: dit recht van de zwakste is geen zelf verkregen recht. Wij weten ervan omdat het Openbaring is. Het wordt hem door God gegeven.
In “Geen vrede met het bestaande, Uitleg van het boek Openbaring”, postume uitgave, Ten Have 1999, p. 141, naar aanleiding van Openb. 13:1-10 staat de tekst van een homilie, die Naastepad gehouden heeft voor de Araunagemeente te Rotterdam op zondag Septuagesima, 22 januari 1989. Daar  schrijft hij:
Waar de staat een beest wordt, nadrukkelijk pseudomessiaans, daar past weerstand. De staat is lang niet altijd zo’n monster. De democratie van onze dagen geeft alle reden om naast Openbaring 13 nu ook Romeinen 13 te lezen en de overheden te eerbiedigen. Maar opgepast. Democratie roept toch altijd om inhoud. En het gevaar is niet denkbeeldig dat die inhoud verkregen wordt, ja opgedrongen door andere machten, die machtiger zijn dan de staat. Bijvoorbeeld de pseudomessias die Mammon heet; en die grootmacht weet zich van de staatsmacht zeer wel te bedienen. Dan moet men in een democratie naast Romeinen 13 toch weer Openbaring 13 lezen. De Mammon wordt dan het beest dat opkomt uit de zee. En de democratie waarvan hij zich bedient, wordt dan het beest dat opkomt uit de áárde, dus niet de pseudomessias, maar wel de pseudogeest, dat beest, de derde van het drietal. (…………) Zoveel is zeker: als de drie-ene God de ware God is, Vader, Zoon, Geest, dan vertoont dus ook zijn karikatuur sporen van de drie-enigheid: de draak, het beest uit de zee en het beest uit de aarde.
In “Jozef, uitleg van Genesis 37-50”, postume uitgave, Ten Have, 2002, p. 57-59, wordt Jozef onderkoning wegens zijn uitleg van de zeven vette jaren en de zeven magere jaren, Gen. 41:37-52. Naar aanleiding van deze tekst schrijft hij:
De lezer in de synagoge weet wat hij zelf hier onder ‘God’ moet verstaan. Voor hem is God de vijand en de overwinnaar van de Baäls. Dat twee keer twee vier is kan iedere vorst, ieder mens bedenken. Maar dat dit er in feite bijna nooit van komt bewijst alleen maar hoe vasthoudend de Baäls ons denken beheersen. Chesterton zag in de God van Israël vooral de pleitbezorger van de logica waarvoor de mensheid blind is. Het is de humor van de logica dat zij, hoewel altijd in de minderheid, ten slotte overwint. In het Egypte van Farao werd het wel tijd, de hoogste tijd…. Want een superwelvaart stond voor de deur, en die is veel kritieker dan de schaarste! Want overvloed is geen buit die je binnenhaalt, wat altijd, hoogst ónlogisch wordt gedacht.
Door deze en andere uitspraken is Naastepad in kerkelijk Nederland altijd controversieel geweest en gebleven.

## Werken
Vroege preek- en prozabijdragen:
- Op water en brood, Avondoefeningen voor de vastentijd, Hilversum / Antwerpen, 1959.
- Het scharlaken snoer, Getijdendiensten in de landstaal, Hilversum, 1961.
- Op de dorsvloer, Toespraken en nieuwe liederen uit het leerhuis, Hilversum, 1964.
- Het geheim van Rachel, Preken en nieuwe liederen over het boek Samuel, Antwerpen / Haarlem, 1965.

Verdere vroege werken: 
- Het zevende jaar, Gedichten (in de Windroos-reeks), 1965.
- Tafelgebeden, Antwerpen, 1968.

Van de uitgaven in het kader van de Prof. Dr. G. van der Leeuwstichting heeft hij een aantal Mededelingen van de stichting geredigeerd:
- Onder het gericht, Weergave van één jaar arbeid in de Araunagemeente. Aflevering 37, 1968.
- Schouwspelers van God, Een apostolisch leerdicht: Paulus' brief aan de Ephesiërs, vertaling en uitleg. Aflevering 44, 1972.
- Tema con Variationi, Vier korte Apostelbrieven (Philemon, 2 Johannes,  3 Johannes, Judas); Koning Josia (2 Kronieken 34-35); Het Thema (Jesaja 40); De verschijning (Jesaja 42). Aflevering 49, 1976.
- Uw redelijke eredienst, De haphtaroth bij Leviticus. Aflevering 54, 1980.

In de serie Verklaring van een Bijbelgedeelte uitgegeven door Kok Kampen, zijn de volgende exegesen uitgekomen:
- Jona, 1975.
- Salomo, 1975.
- Amos, 1976.
- Simson, 1977.
- Acht gelijkenissen, Uit Mattheüs en Lukas, 1978.
- Het gouden kalf, Exodus 32-34, 1978.
- Elia, 1982.
- Jakobus, 1985.
- Pasen en Passie bij Johannes, in twee delen: hoofdstuk 12-17 en hoofdstuk 18-21, 1986.
- Daniël, 1988.
- Tempel en Schepping, De profeet Haggaï en Psalm 104, 1989.
- De twee Petrusbrieven, 1991.

Uit deze periode stamt ook een gebedenboek:
- Tegen des levens loop - Gebeden in twaalf regels, Kok Kampen / Patmos Antwerpen, 1984.

Na zijn dood zijn er een aantal werken van hem uitgegeven, die grotendeels nog niet waren gepubliceerd:
- Geen vrede met het bestaande, Uitleg van het boek Openbaring, 1999.
- Menswording, Uitleg van het Evangelie naar Markus, 2000.
- Het zevende jaar, Gedichten (heruitgave), 2000.
- Van horen zeggen, Uitleg van het boek Deuteronomium, 2001.
- Schouwspelers van God, Uitleg van Paulus' Brief aan de Efeziërs (gewijzigde heruitgave), 2001.
- Jozef, Uitleg van Genesis 37-50, 2002.
- Gewaagde woorden, Uitleg van Mattheüs 5-9, 2002.
- Het lied op onze lippen, Liedbundel, 2003.
- Hoog spel, Uitleg van de boeken Ruth en Esther, 2003.
- Om de langste adem, Uitleg van zeven apostelbrieven, 2003.
- Naar Mokum, Uitleg van het boek Exodus, 2004.
- Verborgen midden, Uitleg van de boeken 1 en 2 Samuel, in twee delen, 2004.
- Voor de Idylle Geschapen, Uitleg van Schriftgedeelten, 2006.
- Uitkomst in de Benauwdheid, Gebeden, 2006.
- En het Land was in Rust......, Uitleg van het Bijbelboek Richteren, 2007.

Verder zijn er van Naastepad nog enkele artikelen in het tijdschrift In de Waagschaal o.m. over de Psalmen 9 en 10.
Ineke van der Vlis heeft vrijwel alle Maandbrieven, die Naastepad schreef naar de leden en de belangstellenden van de Araunagemeente (1961-1992), op de website gezet van het Rotterdams Leerhuis.
Zie ook:
- Vlegels op de dorsvloer. Feestbundel voor Thomas Naastepad, red. Co Elshout e.a.(1981)
- Laat ons de Woorden wagen van 't woord dat is geschied, Ineke van der Vlis (2011)

- Digitale Bibliotheek voor de Nederlandse Letteren: naas001
- Gemeinsame Normdatei: 17388041X
- International Standard Name Identifier: 0000 0000 2228 1457
- Library of Congress Control Number: n82056554
- Nationale Bibliotheek van Israël: 987007265876005171
- Nederlandse Thesaurus van Auteursnamen: 068109776
- Virtual International Authority File: 202411608
- WorldCat: E39PBJgRQJwtqjhBCb68hqY9Dq